# Sweet but Psycho
Sweet but Psycho – utwór albańsko-amerykańskiej piosenkarki i autorki tekstów Avy Max. Wyprodukowane przez Cirkuta nagranie zostało wydane 17 sierpnia 2018 roku nakładem wytwórni Atlantic Records, osiągając po kilku miesiącach sukces komercyjny. Singel początkowo znajdował się na różnych listach serwisu streamingowego Spotify, po czym uplasował się on na szczycie siedemnastu krajowych list, w tym również w Polsce i Wielkiej Brytanii, gdzie pozostał nieprzerwanie na tejże pozycji przez cztery tygodnie.
Nagranie w Polsce uzyskało status diamentowej płyty.

## Tło
Max w wywiadzie dla strony Idolator wyjaśniła, cytując:

Osobiście myślę, że mam bardzo dużo wcieleń. Uważam, że każda osoba ma coś takiego w sobie, a sam utwór opowiada o dziewczynie, która nie boi się pokazać wszystkich swoich stron i cech oraz o chłopaku, który to kocha. Ta dziewczyna jest nierozumna w związku, co może przyczynić tym, że jest szalona, i gdy to czuje, jest poza kontrolą, ale naprawdę jest szczerą osobą która mówi o swoich myślach. I taka jestem w prawdziwym życiu.

## Odbiór krytyczny
Jon Ali z magazynu Billboard okrzyknął utwór "natychmiastowo uzależniającym kawałkiem popowym".

## Teledysk
Teledysk do nagrania nakręcony przez bengalsko-amerykańskiego reżysera Shomiego Patwary'ego został wypuszczony 27 sierpnia 2018 roku.

## Występy na żywo
23 stycznia 2019 roku w talk-show Jamesa Cordena Max zadebiutowała wraz z singlem po raz pierwszy na żywo w amerykańskiej telewizji, natomiast dwa dni później wykonała go w programie Today Show.

## Pozycje na listach przebojów
| Lista                                          | Pozycja |
| ---------------------------------------------- | ------- |
| U.S. Billboard Hot 100                         | 10      |
| U.S. Billboard Hot Canadian Digital Song Sales | 6       |
| U.S. Billboard Canadian Hot AC                 | 8       |
| U.S. Billboard Mainstream Top 40 Recurrents    | 1       |
| U.S. Billboard Euro Digital Song Sales         | 1       |
| Billboard Mexico Airplay                       | 3       |
| U.S. Billboard Adult Top 40                    | 2       |
| U.S. Billboard Hot Dance Club Songs            | 1       |
| New Zealand RIANZ Singles Chart                | 1       |
| Australian ARIA Singles Chart                  | 2       |
| UK Singles Chart                               | 1       |
| Swedish Top 100                                | 1       |
| Singles Top 100                                | 1       |
| German Top 100                                 | 1       |
| Austrian Top 100                               | 1       |
| FR Top 200 Singles                             | 8       |
| MegaCharts                                     | 4       |
| Ultratop 50 Singles                            | 1       |
| Ultratop 50 Singles (Walonia)                  | 1       |
| Finnish Top 100                                | 1       |
| Norwegian Top 100                              | 1       |
| Track Top-40                                   | 1       |
| Italian Top 100                                | 1       |
| Spanish Top 50                                 | 18      |
| AirPlay – Top                                  | 1       |
| IFPI ČR                                        | 1       |